# Rivenich
Rivenich é um município da Alemanha, localizado no distrito Bernkastel-Wittlich,  no estado de Renânia-Palatinado.
Pertence ao Verbandsgemeinde de Wittlich-Land.